# عوني الدوس
عوني الدوس (2010 أو 2011 - 7 أكتوبر 2023) هو صانع محتوى فلسطيني. يتمحور محتواه حول إنشاء مقاطع فيديو للألعاب بدون تعليق، مع مقاطع فيديو عن ألعاب مثل ببجي موبايل وبرو إفولوشن سوكر 2017. اكتسب محتواه شعبية بعد مقتله في غارات جوية إسرائيلية خلال الحرب الفلسطينية الإسرائيلية.

## الحياة والأسرة
كان والده مهندس حاسوب، مما أعطى عوني حبه لأجهزة الكمبيوتر. كان عوني يقلد والده، ويفكك أجهزة الكمبيوتر المحمولة ويحاول إعادة تجميعها مرة أخرى. وفي الصور التي نشرها على صفحة الفيسبوك الخاصة بمدرسته، مدرسة صفد الابتدائية (أ) للبنين، يظهر وهو يقف أمام سبورة حاملاً اللوحة الأم، ويقدم درساً حول تكنولوجيا الحاسوب كجزء من مبادرة المعلمين الصغار. أطلق عليه أحد أفراد عائلته لقب "المهندس عوني" بسبب حبه للحاسوب.
أنشأ قناته في 2 مايو 2020، لكنه لم يحمّل أول فيديو ألعاب له حتى 12 ديسمبر من ذلك العام. في 18 أغسطس 2022، صور فيديو قصير يشكر فيه معجبيه على مساعدته في الوصول إلى 1000 مشترك، "والآن، اسمحوا لي أن أعرفكم بنفسي: أنا فلسطيني من غزة، عمري 12 عامًا. هدف هذه القناة هو الوصول إلى 100,000 مشترك و500,000 ثم مليون وان شاء الله نوصل 10 مليون مشترك بدعمكم ومحبتكم". في 3 أغسطس 2023، نشر الفيديو الأخير له، والذي لعب فيه لعبة كاونتر سترايك.
وذكر أشرف الدوس، أحد أقارب عوني الذي يعمل مبرمجًا ويساعد في تشغيل عدة قنوات على اليوتيوب، أن عوني كان يأتي إليه كثيرًا للحصول على المشورة بشأن قناته، حيث يشير إليه عوني بـ "الأخ أشرف". وقال لبي بي سي: "كان طموحه أن يصبح منافسًا لي أو زميلًا لي. أنشأ قناة على اليوتيوب. لم تكن كبيرة إلى هذا الحد، ولم تكن تحظى بأي مشاهدات كبيرة. كل شركة ناشئة تكون صعبة في البداية". وقالت عمته، آلاء، إنه كان يعشق مستخدمي اليوتيوب الذين جعلوا هوايته مهنتهم، قائلة "كان يريد أن يكون مثلهم - أن يكون له متابعين ومعجبين".

## وفاته
في 7 أكتوبر/تشرين الأول 2023، حوالي الساعة 8:20 مساءً، أصيب الجزء العلوي من المبنى بقنبلتين إسرائيليتين، مما أدى إلى تدميره. كان المبنى المكون من ثلاثة طوابق في منطقة الزيتون بغزة يؤوي ثلاثة عوائل، وكل عائلة تقع في طوابق مختلفة. كان عوني يعيش في طابق واحد مع والدته وأبيه وشقيقتين كبيرتين وشقيقين أصغر منه، وجميعهم قتلوا في القصف. قُتل في القصف 15 شخصًا، منهم 7 أطفال. وقال عمه، محمد الدوس، الذي كان في المبنى في ذلك الوقت وفقد ابنه في الهجوم، لمنظمة العفو الدولية: "سقطت قنبلتان فجأة على سطح المبنى ودمرتاه". كنا نقيم في الطابق العلوي وكانت حامل في شهرها التاسع ووضعت مولودها في مستشفى الشفاء بعد يوم من الهجوم.
بعد وقت قصير من وفاته، شارك أحد معلميه صورة له مع عوني، قائلًا إنه كان لديه "ابتسامة دائمة". قالت عنه آلاء إنه كان "سعيدًا وواثقًا جدًا"، وأنها تذكرت في إحدى "الليالي الرائعة جدًا" مشاهدة فيلم مع عوني وإخوته، يتشاركون رقائق البطاطس والشوكولاتة. وتتذكر آخر مرة رأته فيها، أثناء إفطار عائلي قبل ثلاثة أسابيع من وفاته، حيث نظرت إلى ابن أخيه وقالت "عوني أصبح رجلاً".
أصدر اليوتيوبر الكويتي أبو فله مقطع فيديو في 23 أكتوبر 2023 عن عوني بعد مشاهدة مقطع فيديو تمت مشاركته على إنستغرام. وأظهر الفيديو من موقع "بصر3" فيديو عوني وهو يعلن أهداف قناته، مع تعليق "راجعت حسابه ووجدت أنه يتابعني، ثم راجعت الرسائل المباشرة ووجدت أنه أرسل لي رسالة نصية، لكنني لم أر الرسائل. حجم الغضب الذي شعرت به لا يوصف". وجاء في إحدى الرسائل "أقسم أنني أحبك وأحب مقاطع الفيديو الخاصة بك. استمر أيها الأسطورة!" ثم اختنق أبو فله، والتفت إلى الكاميرا وقال "أتمنى ألا يراسلني. أتمنى ألا يعرفني. من فضلك أخبرني أنك لم تتصل بي". عندما رأى أن عوني قد أرسل له رسالة، نهض فجأة من كرسيه، وانفجر في البكاء وخرج من الغرفة. وجاء في إحدى الرسائل "لا شيء يضاهي شتاء فلسطين في غزة؛ الجو أسطوري. نحن نشرب السحلب، أتمنى أن تأتي إلى فلسطين".
عندما قابلته بي بي سي، قال "لقد كان مؤثرًا جدًا أن أسمع أنه ينظر إليّ كنموذج يحتذى به".
وفي وقت إصدار الفيديو، كان عدد المشتركين في قناة عوني يزيد قليلاً عن 50 ألف مشترك. طلب أبو فله من مشتركيه مساعدة عوني للوصول إلى هدفه وهو 100 ألف مشترك. تضخم عدد المشتركين في قناة عوني بعد وفاته. في الأسبوع من 15 إلى 21 أكتوبر، ارتفع عدد المشتركين في قناة عوني بشكل كبير، حيث استقبل ما يقرب من 26000 مشترك، وتلقى ما يقرب من 700000 مشترك آخر في الأسبوع التالي. ووصلت في 11 مايو 2024 إلى قرابة 1 مليون و730 ألف مشترك.
أصبحت أقسام التعليقات في العديد من مقاطع الفيديو الخاصة به الآن مليئة بالرسائل الداعمة والتعازي، وتهنئته على الوصول إلى العديد من إنجازات المشتركين. تقول إحدى هذه الرسائل "لقد فعلت ذلك يا أخي، لقد وصلت قناتك الآن إلى 1.5 مليون مشترك تقريبًا".